# Зељеногорск (Краснојарска Покрајина)
Зељеногорск (рус. Зеленого́рск) град је у Русији у Краснојарској Покрајини. Налази се на левој обали реке Кан, 137 км источно од Краснојарска, 18 км северозападно од Заозјорног.
Зељеногорск је основан 1956, кад је и добио статус града. Градски округ се простире на 162 км² и према попису становништва из 2014. у граду је живело 64.343 становника.
Актуелни начелник града (од марта 2010) је Александр Васиљевич Тимошенко.

## Становништво
Према прелиминарним подацима са пописа, у граду је 2014. живело 64.343 становника.
| 1959. | 1970.  | 2002.  | 2010.  | 2012.  | 2013.  | 2014.  |
| ----- | ------ | ------ | ------ | ------ | ------ | ------ |
| 9.200 | 48.700 | 69.355 | 66.056 | 65,617 | 65,055 | 64.343 |